# Verso och recto

Verso och Recto (i alfabet löpande från vänster till höger).

Verso och Recto (i alfabet löpande från höger till vänster).

Verso och Recto i en bok:
8 - recto
9 - verso.

Verso och recto är termer som betecknar bak- och framsida på skriftmaterial som papyrus, pergament, papper och även sedlar och målningar. Motsvarande begrepp inom numismatiken är avers och revers.

## Recto
Ordet härstammar från det latinska "rectus" (rak, rät) och syftar på materialets framsida.
Från början syftade termen på insidan av ett rullad papyrusark där man skrev texten, idag syftar det främst på högra sidan i en bok eller framsidan av en målning. Sidonummer med udda siffror ligger till höger, första sidan i en bok är nästan alltid en rectosida som därmed blir framsidan.

## Verso
Ordet härstammar från det latinska "versus" (omvänd, vänd emot) och syftar på materialets baksida.
Från början syftade termen på utsidan av ett rullad papyrusark som man från början inte använde till skrift, idag syftar det främst på vänstra sidan i en bok eller baksidan av en målning. Sidonummer med jämna siffror ligger till vänster.
I alfabet som löper från höger till vänster (t.ex. Syriska alfabetet, Arabiska alfabetet, Hebreiska alfabetet) gäller omvänd ordning, där ligger verso-sidan alltid till höger.